# Історія освіти в Україні

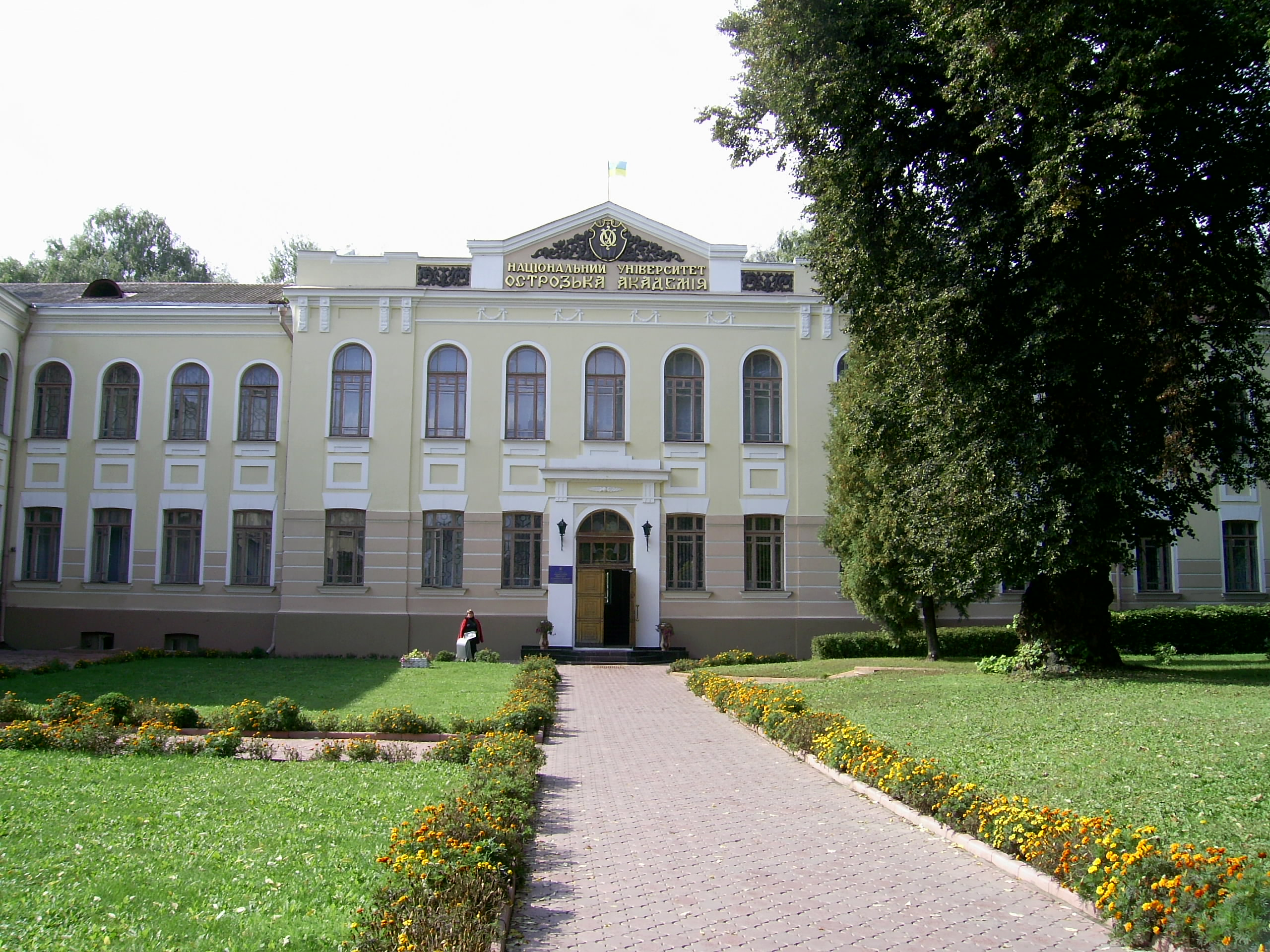
Національний університет «Острозька академія» — найстаріший заклад вищої освіти України.

## Доба Київської Русі
Україна має давні традиції освіти, витоки якої сягають Великокняжої України-Русі [1, 3, 5, 16, 19, 20].
Ціннісні ідеї освіченості були викладені, зокрема, ще Костянтином Філософом у його «Прогласії» (ІХ ст.) — творі, який був написаний, очевидно, до 869 р. [19, 22]. Констатація вартісності, доленосності для народу писемності, книг як основи освіти подані у Костянтина Філософа образно і у влучному порівнянні[19, 22]:
«Так, як без світла не буває радости
для ока, що жадає світ побачити,
бо ж все прекрасне є назавжди видиме,
так і душа, не знаючи писемности,
не відає про суть Закону Божого…»
А також:
«Хоч знав би ти всі мови, та без книжки,
прийдеш лиш до немічности їхньої.
Тому своєю притчею підтверджую,
В малих словах великий зміст ховаючи:
Народи без книжок є ніби голими…»
На сьогодні проблема писемності у східних слов'ян до Кирила і Мефодія, їх освіченості, розвитку культури ще залишається недостатньо дослідженою. Відомі піктографічні знаки типу «черти» та «рези», можливо, не вичерпують наявність альтернативних носіїв інформації (протокирилиця тощо). Цілком слушним є зауваження В.Фрис стосовно необхідності пошуку коренів швидкого сприйняття в Русі-Україні європейського кириличного письма (за підрахунками Б.Сапунова у ХІ ст. в містах Русі було до 5% писемного населення). Можливо, простежений феномен пояснюється тим, що по суті це не було відкриттям для місцевого населення, а тільки новим різновидом письма, як способу передачі інформації [24]. Відомий київський дослідник О.Коновець також підкреслює надзвичайну (унікальну) розвиненість культурно-етнографічної спадщини українців (культ язичництва богів, система обрядів тощо) як однієї з похідних індоєвропейської культури [25]. Все це можуть бути ланки одного ланцюга нашої «докиївської» і «старокиївської» історії, але нові відкриття тут можуть з'явитися, очевидно, тільки за умови виявлення ряду нових фактів, нової потужної джерельної бази — скажімо, Бібліотеки Ярослава Мудрого. На жаль, багато дослідників оцінюють імовірність цієї події близькою до «0». Тому дослідникам залишається переглядати та переосмислювати наявні джерела.
Князь Київський Володимир Великий, за словами літописців «почав брати у визначних людей дітей й давати їх у книжну науку». Перші школи були утворені при кафедральних церквах, вчителями й вихователями ставало освічене духовенство. У школах вчили читати, писати й рахувати. Основними книгами в школах були богослужебні книги, найчастіше Псалтир. Порядок навчання передбачав спершу освоєння абетки, потім окремих складів, слів, надалі йшло читання прози і поетики, в кінці переходили до вивчення граматики, вчили числа. Однак в математиці не йшли далі чотирьох арифметичних дій, які практично необхідні для лічби. Світська освіта була нижчою за релігійну, бо остання вимагала досконалого освоєння Святого Письма [1].
Саме у часи Київської України-Руси починає вивчатися інтеґрована філологічна дисципліна — словесність, яка поєднувала у собі діалектику, поетику і риторику. На думку академіка О. Р. Мазуркевича [21] і сучасного дослідника В. В. Оліфіренка [16] це була предтеча, початки методики української літератури.
Мережа шкіл княжої доби не обмежувалася Києвом, центром держави. Так відомо, що 900 р. тому Нестор-Літописець здійснив подорож до Володимира-Волинського з метою «смотрєнія ради училищ і поставлення вчителів»[2].
Основою вищої науки у ці часи на наших теренах була грецька мова, на західних українських землях вчили ще латини та німецької мови. Київський митрополит (1147—1154) Климент Смолятич, талановитий письменник та філософ, писав, що в ХІІ ст. в Україні було 300–400 вчених, які добре володіли грецькою [1]. Згодом за короля Данила Галицького при його дворі вважалося цілком нормальним знання 5-7 мов. Найвищим орієнтиром в освіті за Великокняжої України-Руси була візантійська освіта, яка спиралася на надбання багатьох поколінь і за своїм рівнем стояла чи не найвище в тогочасній Європі. Але отримати її могли лише одиниці, які досягали Царгорода.
Великий князь Київський Ярослав Мудрий вважається фундатором книжності, вченості і освіти в давній Україні-Русі. У «Повісті минулих літ» говориться: «Любив Ярослав книги… Зібрав скорописців багато, і перекладали вони із грецької на слов'янське письмо. Написали вони книг велику силу, ними повчаються вірні люди і насолоджуються плодами глибокої мудрості… Велика користь від навчання книжного. Книги — мов ріки, які наповнюють собою увесь світ; це джерело мудрості, в книгах — бездонна глибина… У книгах — світло мудрості…» [3].
У 1037 році заснована перша відома в нашій державі бібліотека — Бібліотека Софійського Собору або, за іншою назвою, — Бібліотека Ярослава Мудрого. За оцінками ряду дослідників вона налічувала понад 950 книг [4]. Як встановлено, більшість з них була церковними, богослужебними. Поряд з ними в Русі-Україні поширювалися трактати з історії, філософії, права, природничих наук. Книжкові майстерні були засновані й в інших містах Київської Русі — Новгороді Великому, Чернігові, Полоцьку. Власне, на нашу думку, можна говорити про елементи просвіченої монархії часів Ярослава Мудрого, які пізніше ідейно і системно розвинув Феофан Прокопович.
За часів Київської держави особливо відомими і популярними були, по-перше, книги Святого Письма: Євангелія, Апостоли, Псалтирі. Найдавніше Остромислове Євангеліє виготовлене в 1056—1057 рр. в Києві. З писань теологів найбільшою популярністю користувалися писання Іоана Златоуста. Далі треба назвати різноманітні життєписи святих, зокрема, короткі життєписи, призначені на кожний день, — «Прологи», помісячні життєписи «Минеї» та збірники життєписів святих якоїсь однієї країни — «Патерики». Світський характер мали Збірники Святослава та збірки «золотих думок», запозичених з різних джерел — так звані «Бджоли», а також, почасти перекладні повісті «Варлаама і Йосафата», «Александрія», «Індійське царство», «Троянська війна» та ін. [5]. Їх читали церковнослужителі, світські люди при дворі, княжі сім'ї, їх освічене оточення тощо.
Але при всьому цьому все ж українська освіта та наука тих часів, особливо природнича, була вочевидь менш розвиненою ніж європейська, зокрема, візантійська. Не досягаючи їх вершин, освічені люди Київської держави в основному займаються перекладами і вивченням відомих праць (наприклад, підручників «Фізіолог» та «Шестиднев» — з грецької). Але повних перекладів класичних грецьких, римських та ін. філософів в Україні тих часів ще не було. Зустрічаються окремі витяги, фрагменти з Платона, Арістотеля. Оригінальних досягнень у філософії за Княжої доби в Україні також невідомо, так само як і у природничих науках, а також мовознавстві. Все це вимушувало допитливих слов'ян шукати знання «на чужому полі», вбирати його з чужих джерел. Літописець пише: «Як бджолу бачимо, що по всіх садах і зіллях літає, з кожного з них збираючи корисне, так і юнаки, що вчаться філософії й хочуть увійти на висоту мудрості, всюди збирають, що найкраще» [1].
Європейська орієнтація, вивчення і наслідування найкращих зразків європейської науки та мистецтва — такі характерні риси освіти в Україні-Русі того часу. Саме в цьому контексті можна висунути одну, на наш погляд, цікаву і не без оригінальності гіпотезу щодо нової, як на ті часи, назви нашої землі. «Україна» («У-країна» у варіативному перекладі : «U-land») може бути продовженням (відбиттям) європейської традиції — порівняймо її з європейськими назвами країн: Po-land, Eng-land, Deutsch-land, Ho-lland і т. д. (тут наведена авторська структура назв і, звичайно, підкреслена їх гіпотетична схожість).
В історії, літописанні, описовій географії спроби і успіхи вітчизняних вчених того часу були помітні. Перший літопис, його називають Найдавнішим, постав уже 1039 р., на думку І.Крип'якевича [1], при дворі київського митрополита. Він дає глибоку ретроспективу версії історії людства, починаючи від розселення народів після зруйнування Вавилонської вежі. Історія Київської держави тут виписана в роках 862–1117. Літописання продовжують ченці Печерського монастиря, Никон Великий близько 1069–1073 рр., Нестор-Літописець, який близько 1112 р. впорядкував «Повість минулих літ», ченці Видубецького монастиря, зокрема ігумен Сильвестр близько 1116 р., а також інших монастирів [1]. Київський літопис доводить опис історичних подій до 1201 р. Своєрідним його продовженням є Галицько-Волинський літопис, який обіймає період 1205–1292 рр. Вершин історичного та поетичного викладу досягла «Повість про похід Ігоря» історична поема про похід князя Ігоря проти половців у 1185 р. Популярною була «Хроніка Даніїла Мніха до Святої Землі» — путівник до Палестини, написаний за візантійськими джерелами. Слід згадати ще багато відомих апокрифів, життєписань, поученій, де українські автори показали високий рівень освіченості, високу моральність, гуманність, потяг до знань. Згадаймо хоча б «Поученіє дітям» Володимира Мономаха, або «слово про закон і благодать» митрополита Іларіона, «Паломник» ігумена Данила і т. д.
Значного успіху було досягнуто в галузі права. З ІХ ст. діє «Закон руський»[4]. За Володимира Великого укладено зведення законів усного звичаєвого права «Устав землений». У 1016 р. з'являється зведення законів «Правда Ярослава».
Певних успіхів досягає за княжих часів і українська медицина. Слід згадати таких відомих вітчизняних лікарів того часу як Дем'ян-пресвітер і Агапіт-лічець (друга половина ХІ ст.). Дочка Я.Мудрого Регіна Франції Анна опрацьовує і видає першу книгу рецептів з фітотерапії [6].
Отже, резюмуючи ці короткі тези про вітчизняну освіту і науку розглядуваного періоду, треба виділити такі принципи, характерні риси освіти доби Великокняжої України-Руси. По-перше, це відкритість до світу, активне вбирання, запозичення і використання для освіти набутків та знань інших народів. Елементами, фактами, які ілюструють цю відкритість, є орієнтація в освіті на її полімовність при грецькій домінанті, широка перекладацька діяльність освітніх центрів. По-друге, у вітчизняній освіті і науці того часу чітко простежується європейська орієнтація, прив'язка до християнських цінностей. По-третє, попри домінанту церковного освітнього середовища простежуються і сильні компоненти світської освіти. По-четверте, слід відзначити високий рівень історико-літописної, правничої, книговидавничої справи, науки і освіти в Україні-Русі. Разом з тим, сфера природничих наук, природничого вектора освіти ще не розвинена.

## Доба козаччини
Школи, Колегії, Академії, університети. Як витікає з досліджень І.Крип'якевича [1], спадщиною по княжій добі в Україні залишилася нижча, початкова школа. Можливо, певне відставання від Європи, де вже розвинулася система колегіумів (середніх шкіл), можна пояснити тривалою боротьбою України-Руси з монголо-татарським світом.
Реформа української школи відбулася у XVI–XVII ст. Головною її ознакою було виникнення та поширення в Україні колегіумів та академій і університетів. Спершу це були, головним чином, грецько-слов'янські школи, на кшталт гімназії при Успенському братстві у Львові, заснованої у 1586 р. В ній панувала не «проста мова», а «словенська», грецька та латинська. Традиційно грецькій мові надавали особливої уваги. Вивчали вищі ступені літературної освіти: поетику та риторику, початки математики, основи астрономії, музики, співу, малювання. Мережа колегіумів в Україні XVII ст., особливо Західній, вже досить густа — вона охоплює Перемишль, Рогатин, Галич, Городок, Комарно, Замостя, Холм, Люблін, Берестя, Пінськ, Луцьк, Кам'янець на Поділлі, Київ, Новгород-Сіверський, Віленськ, Львів пізніше Чернігів, Харків, Переяслав [8] та ін. У 1576 р. на Волині в м. Острозі князем К.Острозьким була відкрита перша вища школа в Україні — Острозька Академія. Її наукові сили були з Греції, Риму, Польщі та України.
У 1632 р. постала широко відома світової слави Києво-Могилянська Академія в Києві. П.Могила, який був основним промотором реформи вищої школи, прийняв структуру і організацію єзуїтських шкіл, які тоді стояли найвище у Європі. Навчання відбувалося в семи класах: 1.Інфіма; 2. Граматика; 3.Синтаксима; 4.Піїтика; 5. Риторика; 6 і 7 — філософія. 8—12 Богословські науки. В 1-3 класах вчили основ латинської мови, граматики, а після 5 кл. спудеї повинні були вільно володіти латиною аж до укладання промов і віршів. Класи філософії включали схоластичну філософію, логіку, фізику, метафізику, етику, математику, географію, дещо з наук про Землю та космос. Це по суті була вища світська освіта. З 1690 р. в Академії зорганізовано вищі богословські студії.
У 1661 р. було створено Львівський університет у складі філософського, юридичного, медичного та теологічного факультетів.
Другою ознакою реформи української освіти у XVI–XVII ст. стала її латинізація. Латинська мова стає в Європі мовою міжнародною, особливо в науці. Вона широко вживана в Речі Посполитій, з якою тісно пов'язана Україна. Актуальність введення латини український вчений і церковний діяч Сильвестр Косів у своєму «Екзегезисі» аргументує так: «Яка потреба латинських шкіл у нашому народові? Передусім та, щоб нашу Русь не називали глупою Руссю. Учитесь, говорить обмовець, по-грецькому, а не по-латинському. Добра рада, але вона корисна в Греції, а не в Польщі, де латинська мова має великий ужиток. Поїде бідака русин на трибунал, на сойм, на соймик, до гроду, до земства — без латини платить вини. Бо без неї немає ні судді, ні возного, ні ума, ні посла…» [1, с.7]. Отже, в цей час вплив грецької освіти, мови, традицій в Україні-Русі зменшується на користь впливу Західної Європи, латинізованого світу.
Третьою ознакою реформ в українській освіті доби козаччини можна вважати надзвичайну різноманітність форм та типів шкіл. Серед найбільш розповсюджених треба назвати братські школи, засновані релігійними та культурно-просвітницькими об'єднаннями українських міщан — «братствами». Таких шкіл в розглядуваний період донецький дослідник П.Мазур нараховує 24 [9]. Не менш розповсюдженими були й козацькі (полкові) школи загальним числом 25 [9] та козацькі січові школи. Їх зафіксовано, зокрема, в Стародубі, Глухові, Острозьку, Охтирці, Харкові, Ізюмі, Сумах, Чернігові, Ніжині, Ромнах, Яготині, Лубнах, Миргороді, Переяславлі, Полтаві, Черкасах, Кременчузі, Києві, Фастові, Білій Церкві, Каневі, Корсуні, Чигирині, Умані, Брацлаві, Кальнику тощо. Крім того, на Гетьманщині, Запорізькій Січі, Слобожанщині були лірницькі (кобзарські) школи (4), національні школи інших народів — вірменські (3), грецькі (2), школи при різних релігійних общинах — католицькі (3), монастирські (3), кальвіністів (4), лютеран (5), василіан (7), єзуїтських колегіумів — 13 [9].
Що ж до шкіл початкового навчання, то їх статистика оцінюється такими цифрами. В 1740–1747 рр. за даними перепису населення в семи полках Гетьманщини — Ніжинському, Лубенському, Чернігівському, Переяславському, Полтавському, Прилуцькому та Миргородському було на 1099 поселень 864 початкові школи. Особливо добре справа освіти була поставлена в Ніжинському та Полтавському полках, де кількість шкіл перевищувала кількість поселень. У чотирьох полках Слобідської України було 124 початкових школи [1, 11, 12].
При цьому треба наголосити, що офіційна гетьманська влада опікувалася створенням і підтриманням освітньої системи шкільництва. Так в листі від 17 березня 1632 р. Гетьман Іван Петражицький пише: «Яко завше з предків своїх військо запорізьке звикло чинити стараніє … аби науки або цвіченя в письмі святому ку подпорі благочестя нашого…»[7].
Отже, освітня система України часів козаччини була багатоплановою і багаторівневою, включала початкові, середні школи — коле-гіуми, спеціальні школи, вищі школи — академії, університети. Ця освітня система діяла ефективно, забезпечивши практично повну грамотність населення, про що, зокрема, свідчать закордонні джерела (див. «Денник» Павла Алепського) [13], а також вітчизняну вищу освіту для гетьманів, козацької старшини, українських науковців.
Четвертою ознакою, яку ми здається, виділяємо вперше для цього періоду українського науково-освітянського процесу, є активне зацікавлення точними і навіть прикладними науками. Власне тут ми ступаємо на зовсім малодосліджену територію з масою вкорінених, але вже геть застарілих стереотипів про порівняну бідність української науки і культури доби козаччини працями у сфері точних наук. І щоб їх позбутися, необхідне ґрунтовне опрацювання творчої спадщини професорів Острозької та Києво-Могилянської академій. Наведемо тільки один, але показовий, приклад. У сфері наук про землю, з гірництва, мінералогії тощо склався чіткий стереотип про практичну відсутність робіт українських авторів XVII–XVIII ст. з цієї тематики. Так, майже всі не тільки радянські, а й сучасні українські підручники і посібники з гірництва справедливо посилаються на праці основоположника російської науки Михайла Ломоносова (1711–1765), але залишають «за кадром» більш ранній доробок у цій галузі видатних українських вчених минулого, скажімо ректора Києво-Могилянської Академії Феофана Прокоповича (1681–1736), який ще у 1705–1709 рр. читав у Могилянці лекції «про елементи», «про землю», цикл лекцій «про досконалі змішані неживі тіла — метали, камені та ін.», «про корисні копалини» тощо. За свідченнями сучасних дослідників і перекладачів надбань Києво-Могилянськох академії (Микола Симчич та інш.), елементи прикладних наук про Землю зустрічаються і в інших видатних могилянців, зокрема у Інокентія Гізеля. Це питання є, звичайно, предметом окремого дослідження. Тут же ми тільки означуємо проблему, зауважимо, що в царині досліджень витоків та історії розвитку вітчизняних точних і прикладних наук спостерігаємо майже вакуум. Водночас, такі велетні української наукової школи як Володимир Вернадський (1863–1945), відомий мінеролог, автор одного з найбільших у світі «мінералогічних словників» Євген Лазаренко (1912–1979), — який, до речі, у своїй праці наводить десятки і сотні старовинних українських назв мінералів, — та багато інших не могли з'явитися і сформуватися як видатні вчені без вікових вітчизняних наукових традицій в галузі точних наук.

## Освіта України в роки національно-демократичної революції (1917—1920)
Безоплатна обов'язкова освіта в Україні запроваджена законом УНР від 12 квітня 1919 р.

## Підручники та посібники в Україні
На початках за підручники для оволодіння грамотою служили Часослов та Псалтир. Надалі українські вчені середньовіччя створюють цілий ряд вітчизняних підручників для шкіл. Наведемо деякі приклади. В 1612 р. Львівське братство видає «Буквар язика словенського» та «часовнички шкільні». Перший друкований слов'яно-руський «Буквар» видав у Львові (1574 і 1578 рр.) Федоров(Федорович). Герасим Смотрицький, перший ректор Острозької Академії з 1578 р., підготував «Буквар» (1578). Лаврентій Зизаній-Тустановський — український педагог і поет зі Львівщини — у 1596 р. видав друком «Граматику словенську» та буквар «Наука ку читанню». У Закарпатті у 1699 р. виходить «Буквар» Й.Клеменса. Автором «Букваря» був Ф.Прокопович. Він же написав «Первоє поученіє отрокам». Ці книги багато разів перевидавалися, були поширені в ряді східнослов'янських країн.
Досить часто видавалися наукові роботи наших вчених і на міжнародному рівні. Скажімо, «Прогностик» 1483 р. Ю.Котермака-Дрогобича, ще й до сьогодні в оригіналі зберігається в бібліотеках Мюнхена й Кракова. Латиномовний курс теології в 3-х томах Ф.Прокоповича для вищих шкіл побачив світ у Кеніґзберзі в 70-х роках XVIII ст., а в 6-ти томах — у Лейпцизі. В перекладі російською у XVIII ст. його видано в Росії.
На процес підручникотворення в усій Європі суттєвий вплив мали праці видатного чеського педагога Я. А. Коменського (1592–1670), який у своїй «Великій дидактиці» розробив гуманістичну концепцію освіти.
Підвалини до нової української літератури закладає «Історія Русів», яка належить до елітарних текстів національної культури [18]. Сучасний дослідник В. В. Оліфіренко в своїй періодизації розвитку методики і підручникотворення в українській літературі [16] виділяє такі періоди: 1. Предтечі (ХІ-XVIII ст.); 2. Становлення і розвиток літератури як окремого шкільного і вузівського предмету та його методики викладання на Галичині і Наддніпрянщині у XIX — поч. ХХ ст.
Звичайно, якісь знахідки, відкриття в цій галузі зробити важко, але висновком узагальнюючим стан української наукової та освітянської книги є констатація її європейського визнаного рівня.
Поряд з вітчизняними у вжитку були й західноєвропейські освітні книги. У Києво-Могилянській Академії, наприклад, географію вчили з німецького підручника Гібнера.

## Розвиток науки. Видатні наукові діячі
Розвиток освіти та науки в Україні йшов паралельно, взаємно обумовлюючи один одного. Україна часів козаччини була європейською країною, входила в єдиний культурний простір Європи, в якій поширювалися ідеї гуманізму. Надзвичайно чітко простежуються науково-освітні зв'язки України з університетами Лейпциґа, Гейдельберґа, Кенізберґа, Страсбурґа, Кракова та інш. Тут вчилися й вдосконалювалися українські спудеї й професори, йшов науковий, інформаційно-книжковий обмін, листування тощо. Але зоологія, фізіологія, метеорологія, науки про землю, фізика, географія, астрономія були, як і скрізь у Європі, на початковій стадії розвитку. Розвиненішою була математика, особливо геометрія. Але оригінальних національних досліджень в галузі точних наук бракувало. З XVIII ст. активно розвивається вітчизняна геодезія [1].
Тривалий час інформація про визначних українських науковців середньовіччя практично замовчувалася, що є однією з причин невивченості цієї теми. Відчувається гострий брак досліджень у цій галузі й сьогодні, яка є благодатною нивою для аспірантів, докторантів тощо. Подамо кілька штрихів, елементів загальної картини наукової думки України цього періоду, які повинні допомогти скласти загальне враження про науковий потенціал нашої країни в минулому.
- Юрій Дрогобич (1450–1495), очевидно, перший з відомих видатних українських вчених. Народився в м. Дрогобич. Доктор філософії, медицини (в титулі королівського), ректор відомого Болонського університету. Автор імовірно першої наукової друкованої книги українського автора — наукового трактату «Прогностична оцінка поточного 1483 року…». Імовірно викладав астрономію молодому М.Копернику в Кракові. Виходив з тези про пізнаваність світу, космосу: «Хоч і далекі від очей простори неба, та не такі віддалені для розуму людського. Ми знаємо із наслідків про їх причини, а з цих останніх — наслідок ми пізнаєм» (з «Прогностика…» (1483) [10]). Сприяв виходу в світ перших друкованих книг староукраїнською мовою в Кракові : «Тріодь Пісна», «Тріодь Цвітна», «Часословець», «Осьмогласник».
- Павло Русин (1470–1517) — український, польський і німецький письменник і вчений, коментатор античних письменників. Здобув ступінь бакалавра в Ґрейсвальдському університеті в Померанії, професор Краківського університету. У польській історії літератури ототожнюється з Павлом Процлером. Крім літературних творів його авторству належить трактат, присвячений коментуванню «Парадоксів» Цицерона (рукописний фонд Вроцлавського університету).
- Памво Беринда (…-1632) — український лексикограф, педагог, письменник. Створив перший український друкований тлумачний словник «Лексикон славенороський та імен толкування».
- Інокентій Гізель (1600–1683) — професор, вчений-богослов, філософ, історик. Ректор Києво-Могилянської Академії. Вперше в середньовіччі сформулював у своїх лекціях тезу про незнищенність матерії випередивши цим Лавуазьє і Ломоносова майже на сторіччя [14]. Ймовірний автор «Київського Синопсиса», першого підручника з історії України. Відомий як "Український Арістьотель".
- Стефан Яворський (1658–1722) — професор Києво-Могилянської Академії, філософ, теолог, автор курсу «Філософські змагання…».
- Феофан Прокопович (1681–1736) — професор і ректор Києво-Могилянської Академії. Публіцист, поет, філософ, визнаний авторитет в природничих науках. Автор концепції «просвіченого абсолютизму», яка ним же впроваджувалася в Петровській Росії. По суті вперше саме Ф.Прокоповичем сформульована фундаментальна теза про зв'язність часу, простору і матерії, яка лежить в основі сучасної теорії відносності [15, 23]. Він же, чи не вперше в Україні, читав лекції з основ наук про землю і гірництво, які викладені в його праці «Про досконалі змішані неживі тіла — метали, камені та інші» [15].
- Дмитро Туптало (1651–1709) — видатний агіограф, проповідник, один з найбільших у східнослов'янському світі письменників XVII–XVIII ст. [17].

Наведений перелік далеко неповний, але дозволяє скласти уяву про рівень тогочасної української науки, яка головним чином була гуманітарною.
Отже, підбиваючи підсумок під коротким оглядом вітчизняної освіти і науки в Україні доби козаччини, треба виділити такі принципи, характерні риси: По-перше, освітня система України часів козаччини була багатоплановою і багаторівневою, включала початкові, середні школи-колегіуми, спеціальні школи, вищі школи — академії, університети. По-друге, при загальному збереженні європейської орієнтації і відкритості слід підкреслити зміщення акцентів в освіті з грецької домінанти в бік латинського світу, латинської мови як міжнародної, що розкривало нові обшири для України того періоду. По-третє, вітчизняна освітньо-наукова система середньовіччя, увібравши досвід країн Європи, створила унікальний і самобутній відкритий механізм освіти людності всієї країни, забезпечивши практично повну грамотність населення, а також умови для формування і зростання української духівничої, військової, світської, наукової еліти.

## Висновки
1. Класична українська освіта має давні традиції і принципи, які сформувалися з часів Великокняжої України-Руси та розвинулися й набули нових форм за часів Козацької держави — це відкритість до світу, європейська орієнтація, прив'язка до християнських цінностей, ідеї гуманізму, домінанта гуманітарної освіти.
2. В давній Україні була створена унікальна й самобутня вітчизняна освітньо-наукова система, яка увібрала досвід країн Європи, була багатоплановою і багаторівневою, включала початкові, середні школи-колегіуми, спеціальні школи, вищі школи — академії, університети. Вона забезпечила практично повну грамотність населення країни, а також умови для формування і зростання української духівничої, військової, світської, наукової еліти.
3. Тема науки і освіти в Україні-Русі є плідною для досліджень у різних аспектах.

1. По-перше, необхідно продовжувати пошук і переклад на сучасну українську мову наукові надбання давніх українських вчених, мислителів, вчених і професорів (лекторів) Острозької та Києво-Могилянської академій,
2. по-друге, необхідні глибокі компаративні дослідження української міфології, світосприймання, світобачення з міфологією і світобаченням інших народів індоєвропейської гілки,
3. по-третє, необхідним є вивчення, аналіз і видання розвідок щодо давнього технічно-технологічного досвіду і практики давніх русів-українців в локальних галузях — будівельно-архітектурного, гірничо-металургійного, ковальського, суднобудівного тощо.